# Мишметалл

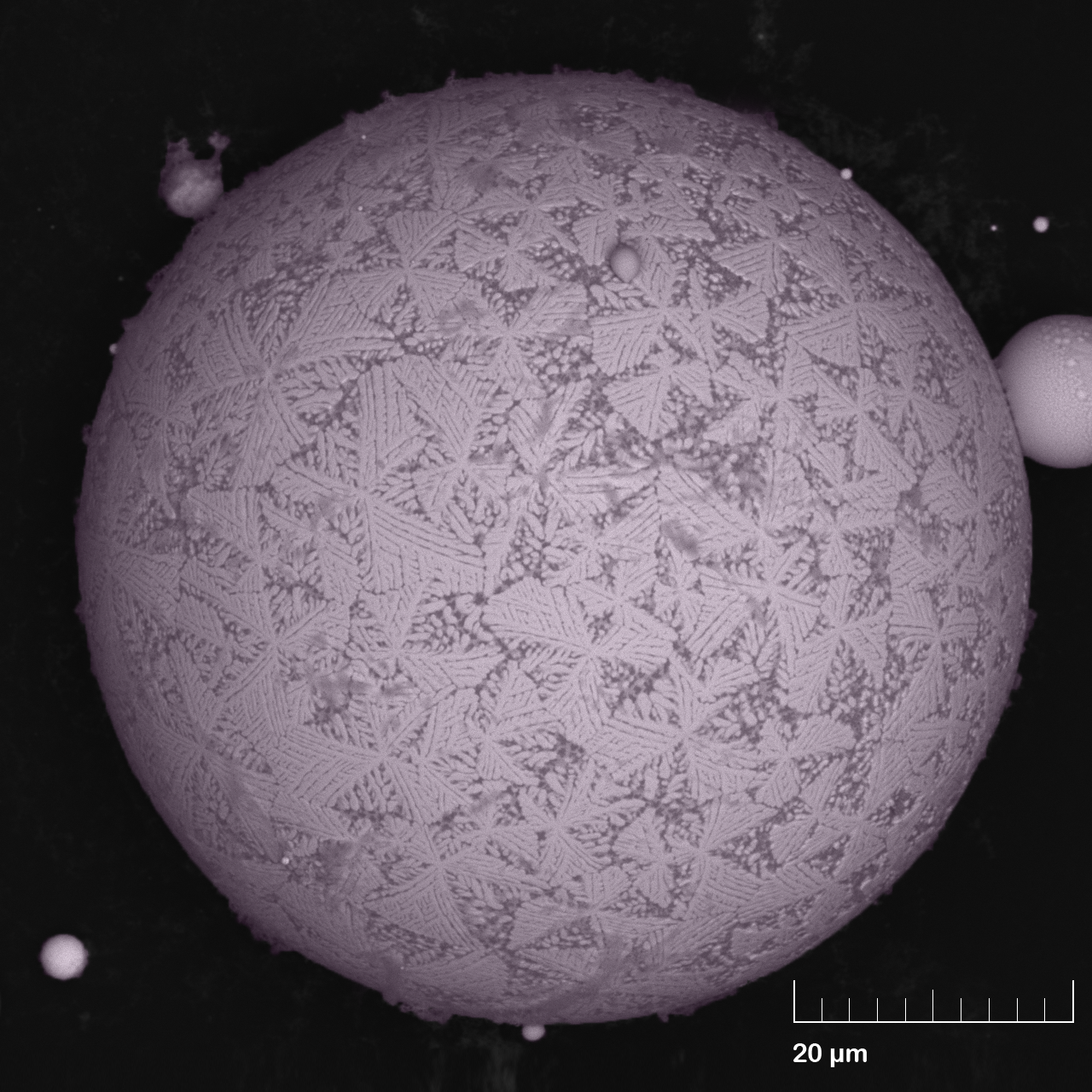
Шарик окалины, образовавшийся при получении искры от ферроцерия в зажигалке

Мишмета́лл (нем. mischmetall — смесь металлов), миш-металл — сплав смеси редкоземельных элементов, в основном церия, лантана, неодима с железом, кремнием и другими элементами.
Является промежуточным продуктом в производстве чистых редкоземельных металлов и их сплавов, получаемый при переработке руды. Конкретный состав определяется месторождением. В 2023 году основным производителем мишметаллов был Китай.

## История
После извлечения тория из монацитового песка в сырье оставалось множество других лантаноидов, не находивших практического применения. Карл Ауэр фон Вельсбах, первооткрыватель неодима и празеодима и принимавший участие в открытии лютеция предложил этот сплав в качестве огнива в зажигалках. Он же предложил применить смесь оксидов лантаноидов для изготовления калильной сетки в осветительных приборах.

## Применение
Мишметаллы используются как поглотитель остаточных газов в электровакуумных приборах (геттер); в аккумуляторах, использующих гидриды металлов; в качестве пирофорного материала в пиротехнике; как легирующая добавка при изготовлении сталей и других сплавов.
Наиболее широко используемый мишметалл — ферроцерий, содержащий приблизительно 45—50 % Се, 20—25 % La, 15 % Nd, 10 % других редкоземельных элементов и около 5 % железа. Применяется в качестве пирофорного вещества для получения искр в зажигалках, туристических огнивах и других зажигательных приборах.